# Christoph Heyder
Christoph Heyder (Suhl, RDA, 3 de junio de 1974) es un deportista alemán que compitió en bobsleigh en las modalidades doble y cuádruple.
Ganó una medalla de plata en el Campeonato Mundial de Bobsleigh de 2004 y una medalla de oro en el Campeonato Europeo de Bobsleigh de 2004. Participó en los Juegos Olímpicos de Turín 2006, ocupando el quinto lugar en la prueba cuádruple.

## Palmarés internacional
| Campeonato Mundial | Campeonato Mundial   | Campeonato Mundial | Campeonato Mundial |
| Año                | Lugar                | Medalla            | Prueba             |
| ------------------ | -------------------- | ------------------ | ------------------ |
| 2004               | Königssee (Alemania) | Medalla de plata   | Cuádruple          |
| Campeonato Europeo |                      |                    |                    |
| Año                | Lugar                | Medalla            | Prueba             |
| 2004               | Sankt Moritz (Suiza) | Medalla de oro     | Doble              |